# Селорон де Бленвиль, Пьер-Жозеф
Пьер-Жозеф Селорон де Бленвиль (фр. Pierre-Joseph Céloron de Blainville; 29 декабря 1693 — 14 апреля 1759) — офицер французской морской пехоты, колониальный военный деятель Новой Франции и исследователь. Командовал несколькими французскими фортами в стратегически важном районе Великих озёр, в том числе фортом Мишилимакино, фортом Детруа и фортом Ниагара. Наиболее известен своим исследованием долины реки Огайо в 1749 году. Эта экспедиция, одновременно географическая и дипломатическая, стала частью начала Семилетней войны в Северной Америке.

## Биография
Пьер-Жозеф Селорон де Бленвиль, сын Жан-Батиста Селорона де Бленвиля, капитана военно-морских сил Франции, и Элен Пикоте де Белестр, родился 29 декабря 1693 года в Монреале. Поступил на военную службу в 1713 году, а в 1731 году получил чин лейтенанта. В 1734 году Селорон был направлен в Мишилимакино и назначен комендантом местного форта. 
После того, как французские колониальные войска потерпели поражения в сражениях при Огула-Четоки и Акии, губернатор Луизианы Жан-Батист Ле Муан де Бьенвиль подготовил вторую большую экспедицию против чикасо в 1739 году. Власти Новой Франции отправили на соединение с Бьенвилем войска под командованием Шарля Ле Муана де Лонгёя, заместителем которого был назначен Селорон, произведённый год назад в капитаны. Когда губернатор Луизианы осознал, что не может осуществить намеченный заранее план кампании, то решил ограничиться рейдом к поселениям чикасо. Во главе отряда Бьенвиль поставил Селорона, главной задачей которого являлось заключение мира с чикасо. 2 февраля 1740 года французское войско покинуло форт Де л’Ассомпсьон и направилось к индейским деревням. Через 20 дней Селорон достиг Огула-Четоки, где отряд Пьера д’Артагиэта был разбит в 1736 году. Переговоры были сорваны и капитан атаковал селение. Стараясь избежать больших потерь из-за эффективного огня неприятеля, он распорядился отступить. Селорон приказал разместить лагерь около Огула-Четоки и выстроить укрепление для его защиты. 25 февраля, после небольшой перестрелки, чикасо подняли белый флаг и предложили мирные переговоры. Добившись выдачи нескольких натчезов и пленных французов, а также заключив мир, Селорон счёл свою миссию исполненной и вернулся в форт Де л’Ассомпсьон. На следующий год, в знак признания его заслуг в кампании Бьенвиля, он был награждён орденом Святого Людовика.
После возвращения в Мишилимакино Селорон был назначен командующим форта Детруа, а в 1744 году возглавил форт Ниагара. Весной 1747 года, во время войны короля Георга, его перевели в форт Сен-Фредерик на озере Шамплейн.

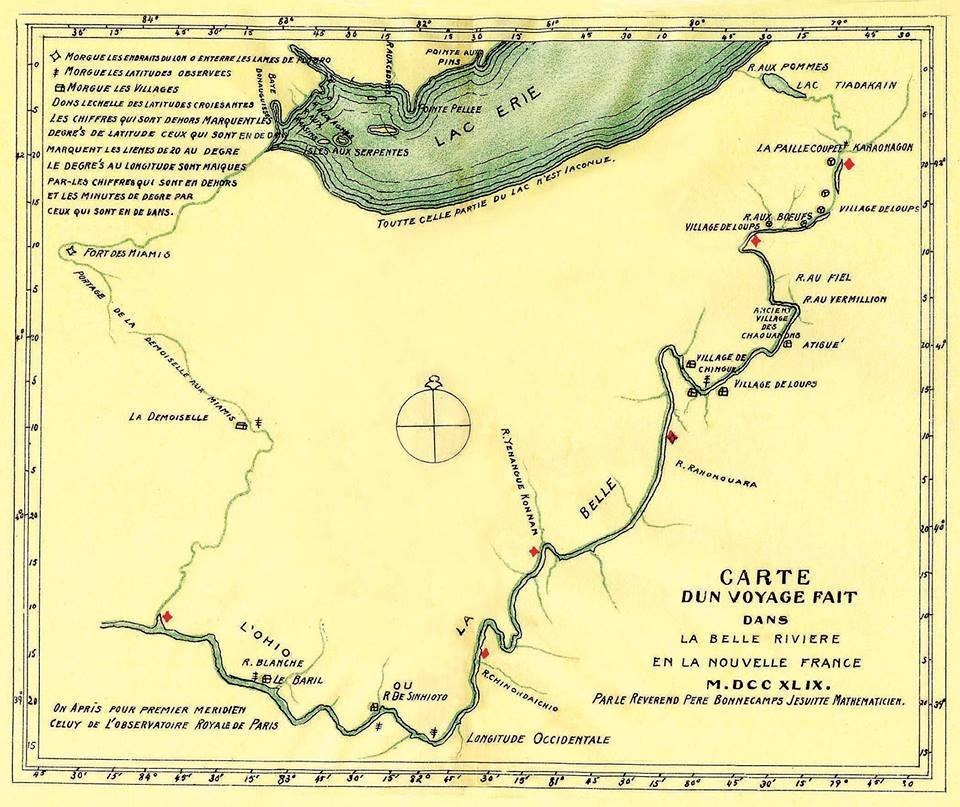
Карта маршрута, пройденного Пьер-Жозефом Селороном де Бленвилем вдоль реки Огайо в 1749 году. Составлена Жозеф-Пьером де Боннекампом

В 1749 году губернатор Канады, Ролан-Мишель Баррен де Ла Галиссоньер, отправил в Долину Огайо миссию во главе с Селороном. Спекулянты землёй в Виргинии и Пенсильвании создавали компании, чтобы открыть долину Огайо для английских поселений. Их деятельность представляла серьёзную угрозу для Новой Франции и власти колонии решили послать экспедицию через долину Огайо, чтобы заявить о своих притязаниях на этот регион, проложить дорогу и изгнать английских торговцев.
15 июня 1749 года Селорон покинул Монреаль с отрядом из 213 человек: регулярными солдатами, ополченцами и несколькими индейцами. Их путь пролегал через Ниагару вдоль южного берега озера Эри, далее на юг к реке Аллегейни, где капитан закопал первую из серии свинцовых табличек с гравировкой, на которых утверждалось, что земля принадлежит Франции, и прикрепил мемориальную доску с изображением французского королевского герба на дереве. Ниже по течению реки Огайо он встретил небольшие группы английских торговцев, которым приказал вернуться туда, откуда они пришли. Одной из таких групп он передал письмо, адресованное губернатору Пенсильвании, в котором протестовал против вторжения на французскую территорию его людей. Во время пути отряд Селорона посетил ряд крупных индейских поселений, включая Киттанинг, Шенанго, Соннонтио и Пикавиллани. Экспедиции потребовалось 5 месяцев и 18 дней, чтобы преодолеть более 4 800 км. 9 ноября 1749 года отряд Селорона вернулся в Монреаль. В общей сложности капитан закопал по меньшей мере шесть свинцовых пластин. Он рекомендовал построить укреплённый военный маршрут от озера Эри до верховьев реки Огайо, и отметил, что на это потребуются значительные средства.
По возвращении Селорон был вновь назначен командующим в форте Детруа, а в 1753 году, после того как Мишель-Анж Дюкен де Менневиль стал генерал-губернатором, он был отозван и получил должность городского главы Монреаля. Пьер-Жозеф Селорон де Бленвиль умер в Монреале 14 апреля 1759 года.